# Città di Teramo 1913
El Città di Teramo 1913 es un club de fútbol de Italia, con sede en Téramo, en la región de Abruzos. Fue fundado el 25 de agosto de 1929 y fue refundado en varias ocasiones. Compite en la Serie D, cuarta categoría del fútbol italiano.

## Historia
El Teramo Calcio fue fundado el 25 de agosto de 1929, aunque sus raíces se remontan al 15 de julio de 1913, el Teramo ha participado en 25 campeonatos de tercera serie Serie C. Sin embargo, el 15 de julio de 2008, el día de su 95° cumpleaños, la sociedad deportiva, ahogada por inexplicables deudas (4 millones de euros solo en la última temporada), quiebra y desaparece de las categorías profesionales. Bajo una nueva gestión a la cual están atadas las esperanzas de los aficionados del “diavolo” de volver al fútbol profesional en pocos años, el Teramo Calcio arrasa el campeonato de promozione primero y luego el de eccellenza. En su tercera temporada, la de 2010/11 pierde la final para subir a Lega Pro Seconda Divisione frente al Rimini. En 2011/12 el equipo abrucés milita otra vez en la Serie D, en la cual logra su ascenso a la Lega Pro Seconda Divisione. La temporada sucesiva pierde la final de los playoffs para subir en Lega Pro Prima Divisione frente a L'Aquila. En 2013/14 el Teramo conquista la promoción en la Lega Pro única, la tercera división italiana. Arrasando el Lega Pro única en la temporada sucesiva, el equipo rojiblanco centra una histórica promoción a la Serie B por primera vez en su 102 años de historia, donde jugará a partir de la temporada 2015/16.
Desde que se ha formado la nueva sociedad, el Teramo, en 7 años, ha ganado 4 campeonatos llegando primero, ha centrado una promoción llegando tercero, tras una reforma que vio la cancelación de la entonces serie C2, en la que el equipo jugaba, y ha perdido 2 finales para subir de categoría.

## Estadio

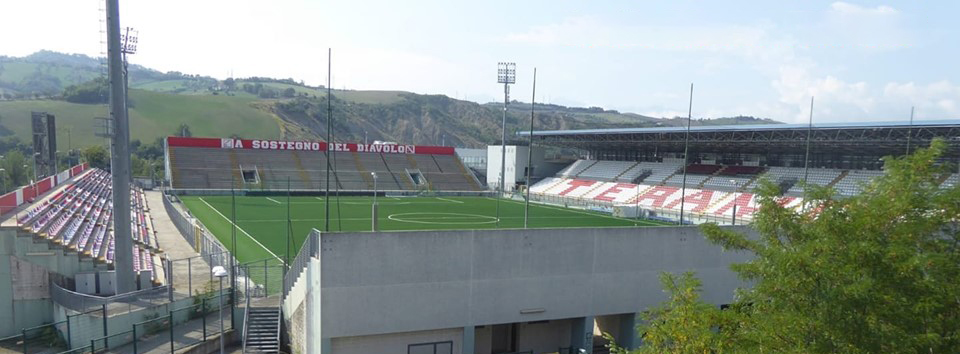
Estadio Bonolis.

## Palmarés

### Torneos interregionales
- Serie C2 (2): 1985-86 (Grupo C), 2001-02 (Grupo B)
- Serie D (2): 1973-74 (Grupo H), 2011-12 (Grupo F)
- Campionato Nazionale Dilettanti (1): 1993-94 (Grupo F)

### Torneos regionales
- Prima Divisione (1): 1951-52 (Grupo F)
- Promozione Abruzzo (3): 1954-55, 2008-09 (Grupo A), 2022-23 (Grupo B)
- Prima Categoria (3): 1963-64 (Grupo B), 1967-68 (Grupo B), 1968-69 (Grupo B)
- Eccellenza Abruzzo (2): 2009-10, 2023-24